# السيكوباتية في بيئة العمل

يعرّف أوليفر جيمس السيكوباتية بوصفها واحدة من سمات شخصية ثالوث الظلام في مكان العمل، حيث أن السمات الأخرى هي النرجسية والميكيافيلية

إن وجود المعتلين نفسياً أو من يتسمون بمظاهر السيكوباتية في بيئة العمل (بالإنجليزية: Psychopathy in the workplace)‏، على الرغم من أنهم يمثلون في العادة عدد قليل من الموظفين في بيئة العمل، يمكن أن يتسبب في أضرار جسيمة عندما يصلون إلى مناصب الإدارة العليا. عادة ما يكون السيكوباتيين في المستويات العليا من المنظمات، وتسبب أفعالهم غالبًا تأثيرات تمتد في المنظمة، وتمثل نموذجًا لثقافة الشركة بأكملها.
وتشمل هذه التأثيرات زيادة الاضطهاد والصراع والضغط وتحويل الموظفين والغياب؛ والتقليل من الإنتاجية والمسؤولية الاجتماعية. يمكن أن تتضرر المعايير الأخلاقية لمنظمات بأكملها بشدة إذا كان سيكوباتي في الشركة هو المسؤول. وجدت دراسة بريطانية أجريت عام 2017 أن الشركات التي لديها قادة يظهرون "خصائص مضطربة نفسياً" تدمر قيمة المساهمين، وتميل إلى تحقيق عوائد مستقبلية ضعيفة على الأسهم.
يشير الأكاديميون إلى السيكوباتيين في مكان العمل بإختلاف، ويطلقون عليهم مصطلحات متنوعة مثل "السيكوباتيين في مكان العمل"، "سيكوباتيين تنفيذيين"، "سيكوباتيين الشركات"، "سيكوباتيين الأعمال"، "سيكوباتي ناجح"، "سيكوباتي مكتب"، "سيكوباتيين الياقات البيضاء"، "سيكوباتيين صناعيين"، "سيكوباتيين تنظيميين" أو "سيكوباتيين مهنيين".
وابتكر عالم النفس الإجرامي روبرت د. هير مصطلح "الثعابين في بدلات العمل" كمرادف للسيكوباتيين في مكان العمل.

## نظرة عامة
يعرّف أوليفر جيمس السيكوباتية بوصفها واحدة من سمات شخصية ثالوث الظلام في مكان العمل، حيث أن السمات الأخرى هي النرجسية والميكيافيلية.
يكون السيكوباتيين في مكان العمل عادةً ساحرين بالنسبة للموظفين الذين يعملون فوق مستواهم في التسلسل الوظيفي، ولكنهم يسيئون معاملة الموظفين الذين يعملون تحت مستواهم. إنهم يحتفظون بشخصيات متعددة، ويقدمون لكل زميل نسخة مختلفة من أنفسهم.
يعتبر هير أن قطب الصحف روبرت ماكسويل كان مرشحًا قويًا باعتباره من سيكوباتيين الشركات.

## معدل الحدوث
يقول هير إن حوالي 1٪ من السكان يستوفون المعايير السريرية للإصابة بالسيكوباتيه كما يذكر أن انتشار السيكوباتيين في عالم الأعمال أعلى منه بين عامة السكان. واستشهد بنسب تتراوح بين 3 و 4٪ من شاغلي مناصب عليا في مجال الأعمال. وأظهرت دراسة في عام 2011 لمديري الياقات البيضاء في أستراليا أن 5.76٪ منهم يمكن تصنيفهم سيكوباتيين، وأن 10.42٪ آخرين يعانون من سلوكيات غير سوية ولهم خصائص سيكوباتية. 

## السيكوباتية تنظيمياً
يتوق السيكوباتيون التنظيميون للشعور بالسلطة والسيطرة الإلهية على الآخرين. ويفضلون العمل في أعلى المستويات في منظماتهم، ممّا يتيح لهم السيطرة على أكبر عدد من الناس. ويندرج السيكوباتيون الذين هم زعماء سياسيون، ومدراء، ورؤساء تنفيذيون في هذه الفئة.
يبدو أن السيكوباتيين التنظيميين أذكياء وصادقين وأقوياء وجذابين وذوي طرفة ومتعاملين مسليين. يقيّمون بسرعة ما يريد الآخرين سماعه ثم يخلقون قصصًا تتوافق مع تلك التوقعات. يخدعون الآخرين ليعملوا عملهم، ويستحوذون على الفضل الخاص بعمل الآخرين، ويسندون عملهم لأعضاء فريقهم الأصغر سنًا، ولديهم صبر قليل عند التعامل مع الآخرين، ويظهرون عواطف ضحلة، ولا يمكن توقع تصرفاتهم أو الاعتماد عليهم، ولا يتحملون المسؤولية عند حدوث خطأ بسببهم.
وفقًا لدراسة أجريت في جامعة نوتردام ونُشرت في مجلة الأخلاقيات الأعمال، فإن السيكوباتيين يتمتعون بميزة طبيعية في مكان العمل الذي ينتشر فيه الإشراف السيء، وأنهم أكثر قدرة على الازدهار تحت الرؤساء السيئين، حيث يكونون أقل عرضة للضغط النفسي، بما في ذلك استخدام الإساءة الشخصية، وبناء علاقات إيجابية أقل من الآخرين.

## المهن ذات أعلى نسبة من السيكوباتيين
وفقًا لكيفن داتون فإن الوظائف العشرة التي تحتوي على أعلى نسبة من السيكوباتيين هي:
- الرؤساء التنفيذيون
- المحامون
- العاملون في وسائل الإعلام (التلفزيون / الإذاعة)
- البائعون
- الجراحون
- الصحفيون
- ضباط الشرطة
- رجال الدين (الكهنة)
- الطهاة
- الموظفون الحكوميون

يمكن للسيكوباتيين في مكان العمل أن يظهروا عددًا كبيرًا من الأنماط السلوكية التالية، ولكن هذه السلوكيات ليست حصرية للسيكوباتي في مكان العمل، وإنما كلما زاد عدد الأنماط، زاد احتمال تطابقها مع ملامح السيكوباتي:
- الإذلال العلني للآخرين (الميل العالي إلى نوبات الغضب أو السخرية من أداء العمل)
- نشر الأكاذيب بشكل خبيث (مخادع عن عمد)
- لا يرحم، لا يشعر بالذنب
- يكذب كثيراً
- إنتاج تعبيرات جسدية مبالغ فيها (التثاؤب، والعطس، وما إلى ذلك) كوسيلة لجذب الانتباه
- الانتقال السريع بين المشاعر: يُستخدم للتلاعب بالناس أو لإحداث قلق شديد
- تعمد عزل الأشخاص عن الموارد التنظيمية
- سريع في لوم الآخرين على الأخطاء أو للعمل غير المكتمل حتى لو كانوا مذنبين
- يشجع زملاء العمل على تعذيب، وعزل، ومضايقة، و / أو إذلال أقرانهم الآخرين
- أخذ الفضل من إنجازات الآخرين
- يسرق و/ أو يخرب عمل الأشخاص الآخرين
- يرفض تحمل المسؤولية عن سوء التقدير و/ أو الأخطاء
- يستجيب للمنبهات بشكل غير لائق، مثل الضحك الشديدة
- تهديد أي عدو محسوس بالتأديب و/ أو فقدان الوظيفة من أجل تشويه ملف الموظف
- يضع توقعات وظيفية غير واقعية وغير قابلة للتحقيق لإعداد الموظفين للفشل
- يرفض أو لا يرغب في حضور الاجتماعات مع أكثر من شخص واحد
- يرفض تقديم التدريب الكافي و/ أو التعليمات للضحية المحددة
- يقتحم الخصوصية الشخصية للآخرين
- يقوم بإجراء لقاءات جنسية متعددة مع موظفين آخرين
- يطوّر أفكار جديدة دون متابعة حقيقية
- أناني للغاية ومغرور للغاية (غالبًا ما تدور المحادثة حوله: لديه قدر كبير من الأهمية الذاتية)
- في كثير من الأحيان "يقترض" نقودًا و/ أو أشياء مادية أخرى دون نية إعادتها
- يفعل كل ما يلزم لإغلاق الصفقة (بغض النظر عن الأخلاق أو الشرعية)

## كيف يرتقي السيكوباتي في مكان العمل إلى السلطة ويحافظ عليها
مؤلفو كتاب "الثعابين في بدلات العمل: عندما ينضم السيكوباتيين إلى العمل" يصفون نموذجًا يتكون من خمس مراحل، يوضح كيف يحاول السيكوباتي في مكان العمل الصعود والحفاظ على السلطة:
1. الدخول: قد يستخدم السيكوباتيين المهارات الاجتماعية المتطورة للغاية والسحر الظاهري للحصول على عمل في منظمة. في هذه المرحلة، قد يكون من الصعب تحديد أي شيء يشير إلى سلوك سيكوباتي، وكموظف جديد، قد ينظر الناس إلى السيكوباتي على أنه مفيد وحتى جيد.
2. التقييم: يصنف السيكوباتيون الأشخاص وفقًا لفائدتهم الشخصية، ويمكن التعرف على الأشخاص إما على أنهم وسيط (له بعض التأثير غير الرسمي ويمكن التلاعب به بسهولة) أو راعيًا (له منصب رسمي ويمكن أن يستخدمه السيكوباتي للحماية من الهجمات).
3. التلاعب: يحاول السيكوباتيون إنشاء سيناريو "تشويه معرفي" حيث يضعون معلومات إيجابية عن أنفسهم ومعلومات مضللة سلبية أو ثرثرة عن الآخرين، حيث يمكن استخدام دور الأشخاص كجزء من شبكة من الوسطاء أو الرعاة ويمكن إعدادهم لقبول أهداف السيكوباتيين.
4. المواجهة: يمكن للسيكوباتيين استخدام تقنيات اغتيال الشخصية للحفاظ على أجندتهم، وسيهمل الآخرين واستخدامهم إما كوسطاء أو استخدامهم كرعاة.
5. الصعود: سيهمل دور الشخص كراعٍ في سعي السيكوباتي للسلطة، وسيتخذ السيكوباتي لنفسه / لنفسها موقع القوة والمكانة من أي شخص دعمهم ذات مرة.

## لماذا يُوَظَّف السيكوباتيين بسهولة
يرى بعض الخبراء الرائدين في مجال السيكوباتية أن الشركات تستقطب الموظفين الذين يعانون من اضطراب الشخصية السيكوباتية بطريقة غير مقصودة بسبب صياغة إعلانات التوظيف الخاصة بهم ورغبتهم في جذب الأشخاص الذين على استعداد لفعل أي شيء لتحقيق النجاح في الأعمال التجارية.
ومع ذلك، ظهر في حالة واحدة على الأقل، إعلان صريح عن طلب تعيين مدير مبيعات لديه ميول سيكوباتية. ورد في الإعلان عبارة "رائد أعمال جديد مبيعات وسائط إعلامية متحمس للغاية ويعاني من اضطراب الشخصية السيكوباتية! روك ستار! براتب يتراوح بين 50،000 إلى 110،000 جنيه إسترليني".
يُوظف السيكوباتيين بسهولة في المؤسسات لأنهم يتركون انطباعًا إيجابيًا بشكل واضح خلال المقابلات الشخصية. إذ يظهرون بمظهر الودود ويسهل التواصل معهم والتحدث معهم. يبدو أن الصفات السلبية للشخصية السيكوباتيية يمكن أن تسهل إساءة فهمها من حتى المقابلين الماهرين. ومع ذلك، يمكن للمقابلين الماهرين التمييز بين الصفات السيكوباتيية من خلال تضمين موظفين موثوقين وذوي أداء عالي ومتشككين جدًا عند مقابلة كل متقدم ويحافظون على التوازن العاطفي.
على سبيل المثال، يمكن للمقابلين الماهرين أن يفهموا أن بعض العزوف عن المسؤولية قد يفسر من أرباب العمل سلوكهم على أنه روح ريادية، ويشجع على البحث بعمق وفهم. وقد يفسر ميل السيكوباتيين إلى البحث عن الإثارة على أنها طاقة عالية وحماس للعمل. وقد يفسر سحرهم السطحي على أنه جاذبية شخصية ومع ذلك، فإنه واضح للمتشككين والعاملين ذوي الأداء العالي. وهم على عكس النرجسيين، يمكن للسيكوباتيين أن يخلقوا انطباعات إيجابية جذاب طويلة الأمد، على الرغم من أن الناس قد يرون حقيقتهم في وقت لاحق.
من الجدير بالذكر أن السيكوباتيين ليسوا كاذبين بارعين فحسب، بل هم أيضًا أكثر عرضة للكذب في المقابلات. على سبيل المثال، قد يخلق السيكوباتيين تجارب عمل وهمية أو سير ذاتية ويمكن للمتشككين أن يميزوا بسهولة مثل هذا. يمكنهم أيضًا اختلاق أوراق اعتماد مثل الدبلومات أو الشهادات أو الجوائز والعناية الواجبة والمشككون يميزون بسهولة مثل هذه التلفيقات. وبالتالي، بالإضافة إلى أن السيكوباتيين يبدون مؤهلين ومحبوبين في المقابلات، فمن المرجح أيضًا أن يقدموا معلومات ملفقة أثناء المقابلات أكثر من غير السيكوباتيين.

## لماذا يُرَقَّى السيكوباتيين بسهولة
يمكن أن ينال سيكوباتيين الشركات داخل المؤسسات للترقية السريعة بسبب تألقهم وسحرهم وقراراتهم الباردة ولكنهم أيضًا يمكن أن يفصلوا بسرعة. وبمهاراتهم الاستبدادية والتنمرية يمكن للسيكوباتيين أيضًا أن يتمكنوا من الحصول على مساعدة داخل المؤسسات. إنهم يخلقون ارتباكًا من حولهم (فرق تسد وما إلى ذلك) باستخدام التنمر الآلي للترويج لأجندتهم الخاصة.
السيكوباتيون قادرون على الحفاظ على الهدوء عندما يتعرض الآخرون للتوتر العادي والوضعيات الخطيرة. كما أن السيكوباتي ملمون جيدًا بإدارة الانطباع والتملق، وهما مهارتان يمكن استخدامهما لإقناع الناس في مناصب السلطة وهما أيضًا علامات واضحة على الصفات السيكوباتية التي يمكن تمييزها بسهولة.

## عواقب وخيمة
يحدد كلايف بودي هو أستاذ بريطاني في إدارة الأعمال وعلم النفس التنظيمي، العواقب السيئة التالية للاعتلال النفسي في بيئة العمل (مع الاستشهادات الإضافية في بعض الحالات):
- التنمر في مكان العمل للموظفين[28][29]
- الموظفين يفقدون وظائفهم
- الالتزامات القانونية
- يخسر المساهمون استثماراتهم
- ضياع وقت الموظف
- أداء الموظف دون المستوى الأمثل[30][31]
- زيادة عبء العمل
- ظروف العمل الصعبة
- مستويات رديئة من الرضا الوظيفي
- انخفاض مستويات المسؤولية الاجتماعية للشركات
- زيادة معدل دوران الموظفين
- الغياب
- ارتفاع مستوى الصراع في مكان العمل - الحجج والصراخ والفظاظة والتقسيم والقهر
- سلوك العمل غير المنتج[31][32]

### سلوك العمل غير المنتج
يقترح بودي أنه بسبب الإشراف المسيء من السيكوباث الشركات، سَيُوَلَّد كميات كبيرة من الشعور المعادي للشركة بين الموظفين في المؤسسات التي يعمل بها السيكوباث الشركات. ويجب أن ينتج عن ذلك مستويات عالية من السلوك غير الإيجابي حيث يعبر الموظفون عن غضبهم من الشركة، التي يرون أنها تتصرف عن طريق مديريها السيكوباتي بطريقة غير عادلة تجاههم.
وفقًا لدراسة بريطانية عام 2017، يمكن للسيكوباتي الشركات ذوي المراتب العليا أن يحفزوا الموظفين ذوي المراتب الأدنى ليصبحوا متنمرين في مكان العمل كتجسيد للسلوك العملي غير الإيجابي.

## نظرية "السيكوباتيين في الشركات" للأزمة المالية العالمية
يقدم بودي حجة بأن السيكوباتيين في الشركات كانوا جزءًا أساسيًا في تسبب أزمة الاقتصاد العالمي عامي 2007-2008. إذ يدعي أن السيكوباتيين في الشركات الذين ربما تسببوا في الأزمة بسبب الطمع والجشع يقومون الآن بتقديم المشورة للحكومة بشأن كيفية الخروج من الأزمة.
المعالج النفسي أوليفر جيمس وصف الأزمة الاقتصادية بأنها "اندلاع جماعي للاضطراب الشخصي السيكوباتي الشركات الذي أدى إلى شيء كاد يؤدي إلى انهيار الاقتصاد العالمي بأكمله".
على سبيل المثال، في سياق الأزمة المالية، كان سلوك بعض الأشخاص الرئيسيين في أكبر البنوك في العالم تحت المراقبة. وفي ذروة انهيارها عام 2008، كان بنك رويال بنك سكوتلاند الخامس أكبر بنك في العالم من حيث رأس المال السوقي. كان المدير التنفيذي فرد جودوين "الصارم" معروفًا بتحمله للمخاطر الزائدة وعدم اهتمامه بإدارته السيئة، مما أدى إلى انهيار البنك. كان سلوك جودوين تجاه زملائه غير متوقع ويقال إنه عاش نمط حياة فاخر في حين كان يعزز ثقافة الخوف في البنك.
المعالج النفسي البارز البروفيسور مانفريد دي فريس اختار جودوين والرئيس التنفيذي السابق لباركليز، بوب دايموند، كأشخاص يتحلى بسلوكيات سيكوباتيية في ورقة عمله عن "المتنمر العملي الجذاب - أو السيكوباتي الخفيف".

## التحري
من منظور المؤسسات، يمكن للمؤسسات أن تحد من تأثير السيكوباتيين في الشركات عن طريق اتخاذ الخطوات التالية عند التوظيف:
- إجراء مقابلة من النوع السلوكي
- التحقق من المعلومات الواردة في السيرة الذاتية
- إجراء فحوصات مرجعية
- الحصول على عينات العمل
- إجراء فحوصات مرجعية جنائية

يمكن استخدام الاختبارات التالية لفحص السيكوباتيين:
- قائمة فحص الاعتلال النفسي: نسخة الفحص (PCL: SV)[37]
- مقياس السيكوباتية - نسخة بحث الإدارة (PM-MRV)[2]
- اختبار أداة تحليل الأعمال (B-SCAN)[38][39]

وثمة تقارير شخصية تشير إلى أن أحد البنوك في المملكة المتحدة كان يستخدم مقياس السيكوباتي لتوظيف السيكوباتي بشكل نشط. وقد تكون نتائج البحث المستندة إلى أداة تشخصي السيكوباتية PM-MRV ذات صلة قليلة بالاعتلال النفسي الطبي.

## يتداخل التنمر في بيئة العمل
حدّدت النرجسية وعدم القدرة على التحكم الذاتي وعدم الندم وعدم الضمير كسمات يتمتع بها المتنمرين. تتشارك هذه السمات مع السيكوباتي، مما يشير إلى أن هناك بعض التداخل النظري بين المتنمرين والسيكوباتيين. يستخدم التنمر من السيكوباتيين في الشركات كوسيلة لإذلال المرؤوسين. ويستخدم التنمر أيضًا كوسيلة لتخويف وإرباك أولئك الذين قد يشكلون تهديدًا لأنشطة السيكوباتي في الشركة. وباستخدام تحليل البيانات الوصفية على مئات الأوراق البحثية في المملكة المتحدة، خلص بودي إلى أن 36٪ من حوادث التنمر كانت ناجمة عن وجود سيكوباتيين في الشركات. وفقًا لبودي، هناك نوعان من التنمر:
- التنمر المفترس: يستمتع المتنمر فقط بالتنمر وتعذيب الأشخاص الضعفاء من أجله.
- التنمر الآلي: التنمر لغرض مساعدة المتنمر على تحقيق أهدافه.

يستخدم السيكوباتي في الشركات المتنمرة الاستراتيجية الاستفزازية لتحقيق أهدافه في الترقية والسلطة عن طريق خلق الفوضى والانقسام والحكم. والأشخاص الذين يحصلون على درجات عالية في المقياس السيكوباتي يميلون إلى ممارسة الاستفزاز، والجريمة، واستخدام المخدرات بشكل أكبر من غيرهم.
لقد لاحظ هير وبابياك أن حوالي 29٪ من سيكوباتيين الشركات يمارسون الاستفزاز والتنمر. وأظهرت بحوث أخرى أيضًا أن الأشخاص الذين يحصلون على درجات عالية في المقياس السيكوباتي يميلون إلى ممارسة التنمر، مما يشير مرة أخرى إلى أن السيكوباتيين يميلون إلى التنمر في مكان العمل.
غالبًا ما يعاني المتنمرون في مكان العمل من مشاكل في الوظيفة الاجتماعية. وعادة ما يمتلك هؤلاء الأشخاص سمات سيكوباتي صعبة التعرف عليها في عملية التوظيف والترقية، كما أنهم غالباً يفتقرون إلى مهارات إدارة الغضب، ويمتلكون تصوراً مشوهاً للواقع. وبالتالي، عندما يواجهون باتهامات الاعتداء، قد لا يكونون على علم بأن أي ضرر قد حدث.

## في الرويات والأفلام
- باتريك بيتمان في رواية 1991 مختل أمريكي وفيلم 2000 المُعدّل
- لو بلوم في فيلم المتسلل ليلاً لعام 2014
- جوردون جيكو في فيلم وول ستريت عام 1987 وتكملة له
- سيريل ماغنوس في رواية استبداد السيكوباتي ، هجاء
- ديف ماثيوز ، الشخصية النجمية في فيلم سقوط حرّ لعام 2009

## مقالات ذات صلة
- التحكم والقوة في العلاقات التعسفية
- الإشراف السيء
- ثقافة الخوف
- وصولية
- الطموح المفرط في العمل
- علم النفس الصحي المهني
- النرجسية في بيئة العمل
- القائد السام